# Tapeigaster annulata
Tapeigaster annulata är en tvåvingeart som först beskrevs av Friedrich Georg Hendel 1917.  Tapeigaster annulata ingår i släktet Tapeigaster och familjen myllflugor. Inga underarter finns listade i Catalogue of Life.